# كورت فوغل (أستاذ جامعي)
كورت فوغل (بالألمانية: Kurt Vogel)‏ هو رياضياتي ألماني، ولد في 30 سبتمبر 1888 في آلتدورف باي نورنبرغ في ألمانيا، وتوفي في 27 أكتوبر 1985 في ميونخ في ألمانيا.